# Lipienniki w Dąbrowie Górniczej
Lipienniki w Dąbrowie Górniczej este o arie protejată (sit de importanță comunitară — SCI) din Polonia întinsă pe o suprafață de 334,13 ha, integral pe uscat.

## Localizare
Centrul sitului Lipienniki w Dąbrowie Górniczej este situat la coordonatele 50°23′11″N 19°13′06″E / 50.3865°N 19.2184°E.

## Înființare
Situl Lipienniki w Dąbrowie Górniczej a fost declarat sit de importanță comunitară în octombrie 2009 pentru a proteja 1 specie de animale.

## Biodiversitate
Situată în ecoregiunea continentală, aria protejată conține 5 habitate naturale: Ape stătătoare oligotrofe până la mezotrofe, cu vegetație de Littorelletea uniflorae și/sau de Isoëto-Nanojuncetea, Ape puternic oligomezotrofe cu vegetație bentonică cu Chara spp., Mlaștini turboase de tranziție și turbării mișcătoare, Mlaștini alcaline, Păduri aluvionare cu Alnus glutinosa și Fraxinus excelsior (Alno-Padion, Alnion incanae, Salicion albae).
La baza desemnării sitului se află o specie protejată de  mamifere: castor (Castor fiber).